# Steinheimer Schlössle

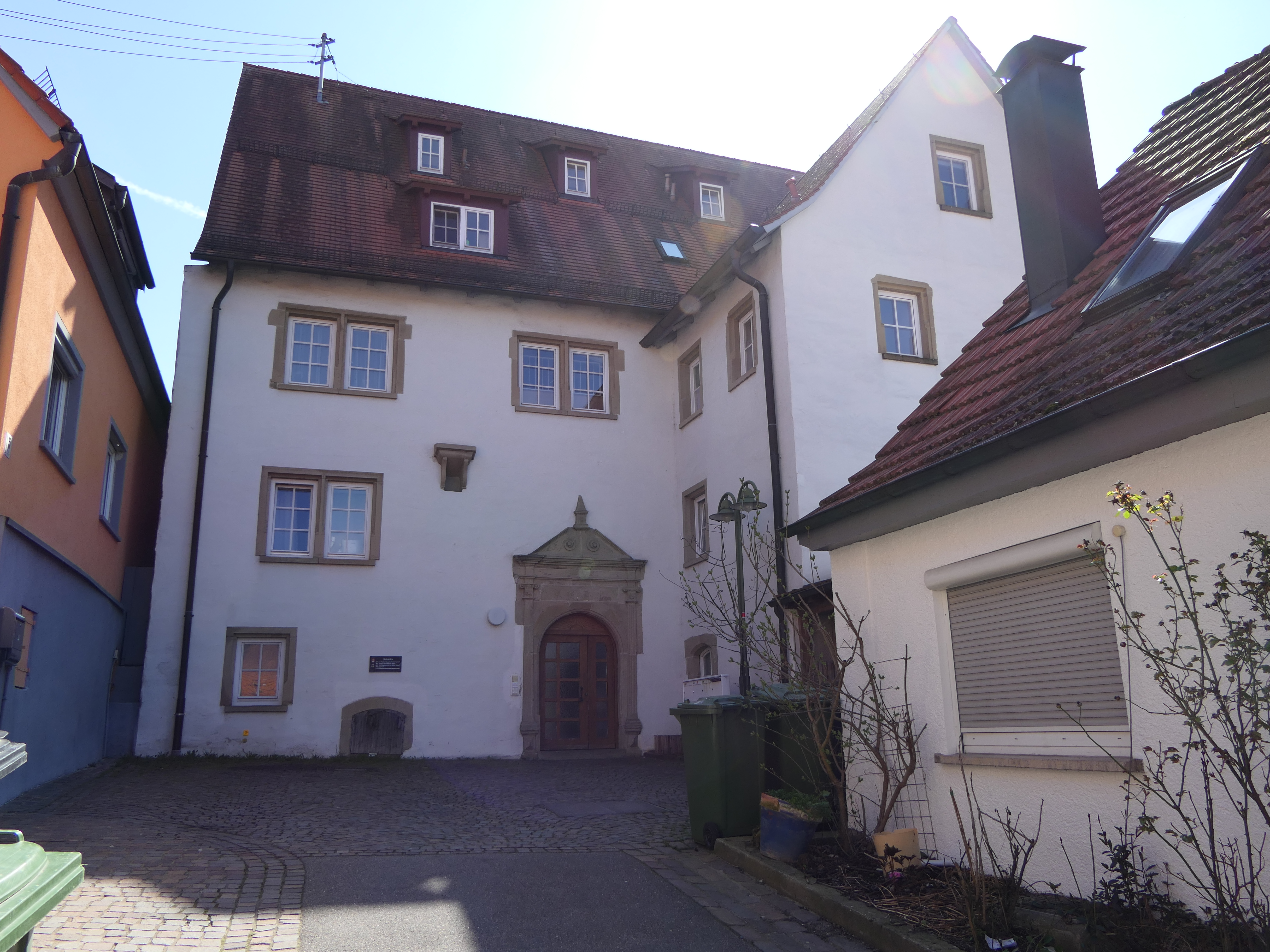
Oberer Zugang mit Eingangsportal im Nordwestteil des Steinheim Schlössle.

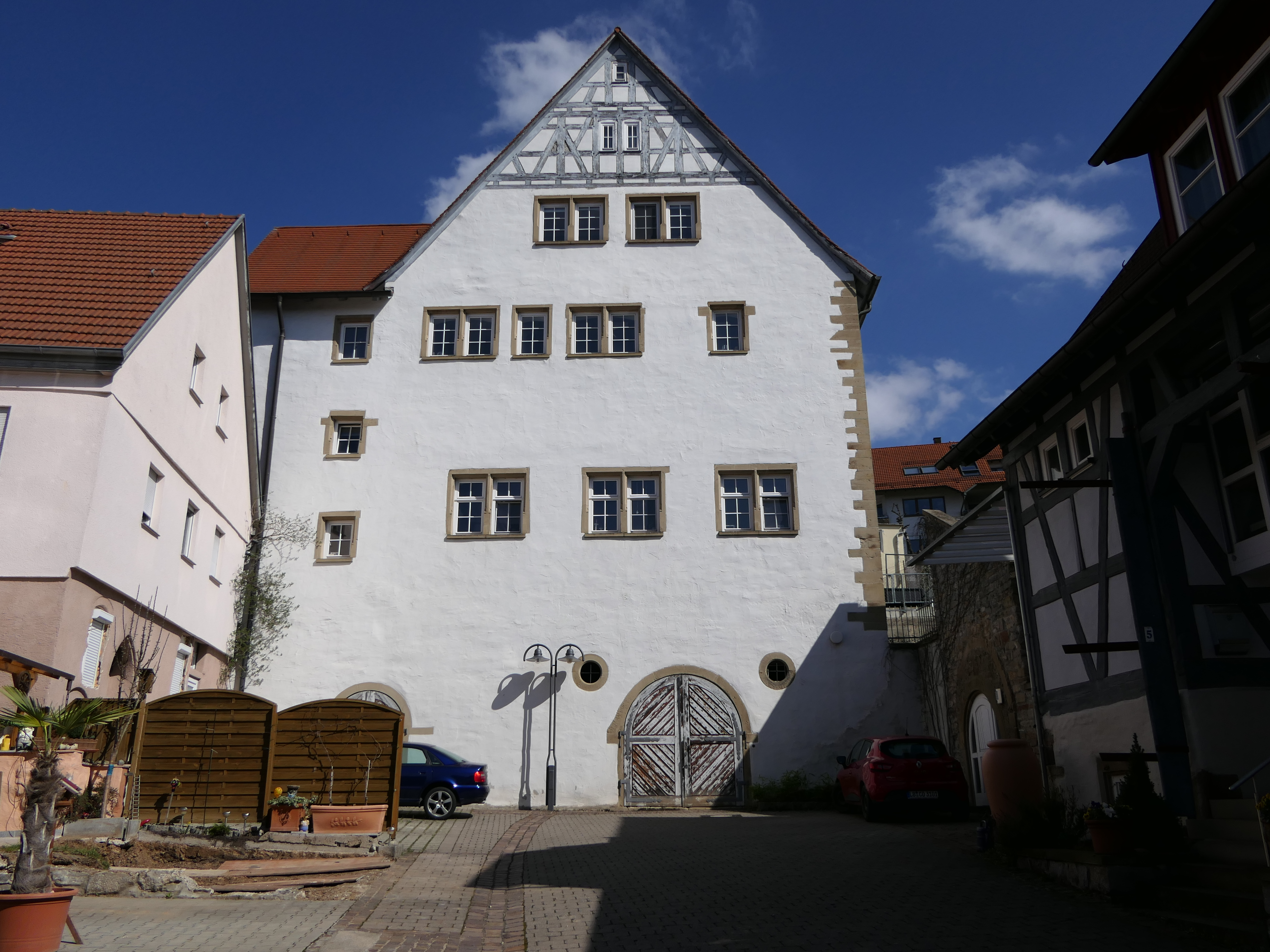
Unterer südlicher Hofzugang mit Kellertor des Steinheimer Schlössle.

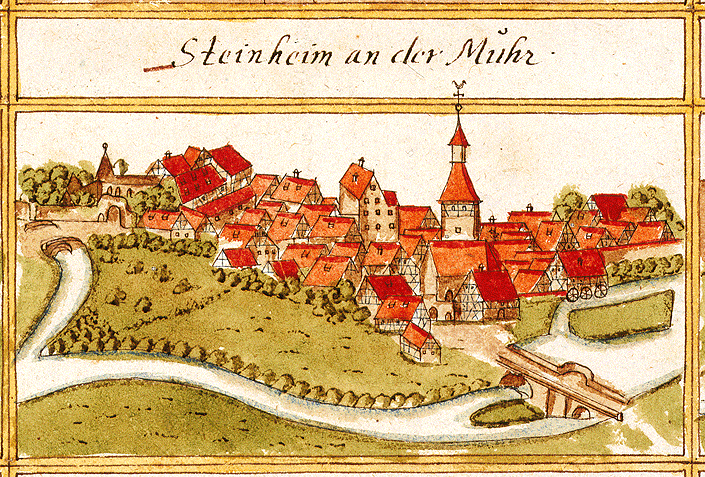
Die Südseite des Steinheimer Schlössle auf der Ansicht der Kieser’schen Forstlagerkarte von 1686. Das mit Abstand größte Wohngebäude in der Bildmitte überragt seine Nachbarschaft bei Weitem.

Das sogenannte Steinheimer Schlössle ist ein massiver fünfstöckiger Bau aus dem Jahre 1624 im historischen Ortskern der Stadt Steinheim an der Murr. Es war nie adliger Herrensitz, wurde aber wegen seiner exponierten, seine Umgebung weit überragenden und stattlichen Erscheinung seit nachweislich spätestens 1643 als „Schlößle“ bezeichnet.

## Geschichte
1624 erbaute der herzoglich württembergische Rat Johann Caspar Mitschelin das Schlössle. Mitschelin war der Schwiegersohn des aus Steinheim stammenden herzoglichen Kanzlers (1602–1608) Johann Jacob Reinhardt († 1609), dessen Tochter Anna Catharina er nach Ostern (Misericordias domini) 1612 heiratete.
Bereits zehn Jahre später, 1634, brannten spanische Truppen den halben Ort Steinheim im Zuge des Dreißigjährigen Krieges nieder, wobei das Schlössle verschont blieb. Aus Dankbarkeit stiftete Rat Mütschelin 1400 Gulden für den Wiederaufbau der Ortskirche und der Schule und 200 Gulden für die Armen des Ortes.
Am 14. Januar 1643 brannten französische Truppen einen großen Teil des Ortes samt Klosterkirche nieder, die von der Gemeinde bereits seit 1590 für Gottesdienste genutzt wurde, da die Ortskirche in einem so baufälligen Zustand war, dass sie nicht genutzt werden konnte. Bis die Ortskirche 1649 wieder hergestellt war, wurden die Gottesdienste daher sechs Jahre lang im Schlössle abgehalten.
Nach dem Tod Mitschelins 1637 war sein Vetter Johannes (genannt Hans) Bernhard Moser von Filseck, Königsbronner Pfleger zu Reutlingen, Besitzer des Schlössle. Seine Mutter war die Schwester des Erbauers Barbara Mitschelin. Hans Bernhard Moser wurde 1648 in der Marbacher Alexanderkirche bestattet weil zu der Zeit eben beide Steinheimer Kirchen – Orts- und Klosterkirche – zerstört waren. Anschließend sind Oberfeld-Kommissarius Sigmund Moser und Johann Georg Hartsch als Bewohner des Schlössle bekannt.
1687 kaufte der damals schon berühmte Orgelbauer Johann Michael Schmahl „9/12 einer halben Behausung, das Schlößle genannt, samt Keller, Stallung, Hofraithe und halber Scheuer“ für 225 Gulden von dem württembergischen Kammerdiener und Hofjäger Johann Caspar Berlen und richtete hier seine Werkstatt ein. Die restlichen 3/12 der Hälfte des Schlössles erwarb der Küfer Johann Sebastian Baader für 67 Gulden. Die andere Hälfte des Schlössles befand sich vermutlich schon damals in der Hand der Gemeinde Steinheim. Denn im Kaufbuch wird die Lage der verkauften „halben Behausung“ beschrieben: „stoßt aufs Lehrgäßle und hinten des Fleckens Armenhaus“. Das örtliche Armenhaus war also in der nördlichen, oberen, zum Schlösslesweg gelegenen Hälfte des Gebäudes untergebracht.
1693 verwüsteten abermals französische Truppen große Teile Steinheims, diesmal im Zuge des Pfälzischen Erbfolgekrieges, darunter auch das Schlössle. Die Bevölkerung war nach Hohenlohe geflohen. Der Besitzer des Schlössle Johann Michael Schmahl ließ sich nach der Zerstörung seiner Steinheimer Werkstatt in Heilbronn nieder und verkaufte die Brandruine des Schlössles vermutlich an den Steinheimer Schultheiß Johann Georg Hartmann. Denn 1722 erwarb der Stuttgarter Kaufmann Johann Christoph Hueber von diesem die 30 Jahre alte Ruine für 100 Gulden unter der Auflage, dass das „Bauwesen“ innerhalb von sechs Monaten „unter Dach gestellt“ wird. Diese Bedingung wurde 1723 von Hueber mit dem Wiederaufbaus des Schlössle in seiner heutigen Erscheinungsform erfüllt.

Wappen der Moser von Filseck

Nach dem Verlust des Schlössle erbaute die Gemeinde zunächst außerhalb der Stadtmauer im Städtgraben „auf der Anhöhe oberhalb des Orts in der Nähe der Ziegelei“ ein Armenhaus mit drei heizbaren und einem unbeheizten Zimmer für bis zu 35 Personen, das aber schon 1849 aus allen Nähten platzte. 1855 verkaufte die Gemeinde unter anderem deshalb das außerhalb des Ortes liegende Armenhaus und erwarb bis 1860 das halbe Schlössle – von dem es bereit 1805 wieder ein Viertel besaß – und quartierte die Armen dort wieder ein.
Zum Ende des 19. Jahrhunderts gab die Gemeinde das Armenhaus auf, da sich in der Zwischenzeit die Systeme der öffentliche Fürsorge gewandelt hatten. Am 7. November 1898 kaufte die Gemeinde die restlichen Besitzanteile und hielt somit seither das ganze Schlössle.
1922 wurden Wohnungen eingebaut, die nach dem Zweiten Weltkrieg als Flüchtlingsunterkünfte dienten. Heute ist das Schlössle in Privatbesitz.

## Architektur und Lage
Das Schlössle wurde 1624 mit eigener Umwehrung errichtet, die heute zum Teil noch erhalten ist. Das Gebäude ist ein massiver fünfstöckiger Steinbau mit Fachwerkgiebel auf hakenförmigem Grundriss an einem hochgelegenen Platz im alten Ortskern von Steinheim. Der Zugang zu den Wohnungen im oberen Teil des Gebäudes befindet sich an der Nordwestseite, vom Schlösslesweg aus der Lammgasse kommend. Das Eingangsportal wird von kannelierten Pilastern und einem gesprengten Giebel gerahmt. Auch die steinernen Fensterpfosten erinnern an die einstige Bedeutung der Bewohner des Gebäudes. Ein Schlussstein am inneren Eingang zeugt vom Wiederaufbau 1723 durch den Kaufmann Hueber. Die Inschrift über dem Hueber’schen Handelszeichen und zwei gekreuzten Rosen als Schmuckzierde lautet:
JOHANN CHRISTOPH HVEBER
GF RÜR: VON STUTTGARDT
MARIA CATHA: HVEBERIN
EINE GEBOHR · KNOLLIN
17 [Handelszeichen] 23
In voller Größe ist das Gebäude von seiner Südseite, dem Hofzugang von der Lehrgasse her zu sehen. Die zwei großen Keller, die von hier aus ebenerdig betreten werden können, sind mit einer Spindeltreppe mit den Obergeschossen verbunden.
Im Rahmen der Altstadtsanierung wurde das Gebäude 1991/92 grundlegend von der Stadt Steinheim renoviert.
Unter dem als Scheune erbauten Gebäude an der rechten Ecke, das in seiner gesamten Länge unterkellert ist, befand sich der Eiskeller der Gemeinde, der anteilig auch im Privatbesitz von im tieferliegenden Ortskern wohnenden Bürger war, die ihre eigenen Keller wegen den ständig wiederkehrenden Hochwässern von Murr und Bottwar nicht nutzen konnten oder keine Keller hatten. Zur Bewirtschaftung des Eiskellers wurde in den Wintermonaten Eis in den Flüssen und Weihern um Steinheim geschlagen und mit Stroh isoliert im Keller aufgeschichtet.
Beide Gebäude, das Schlössle und die ehemalige Scheune mit Eiskeller stehen unter Denkmalschutz.